# 4 Połączone Taktyczne Siły Powietrzne

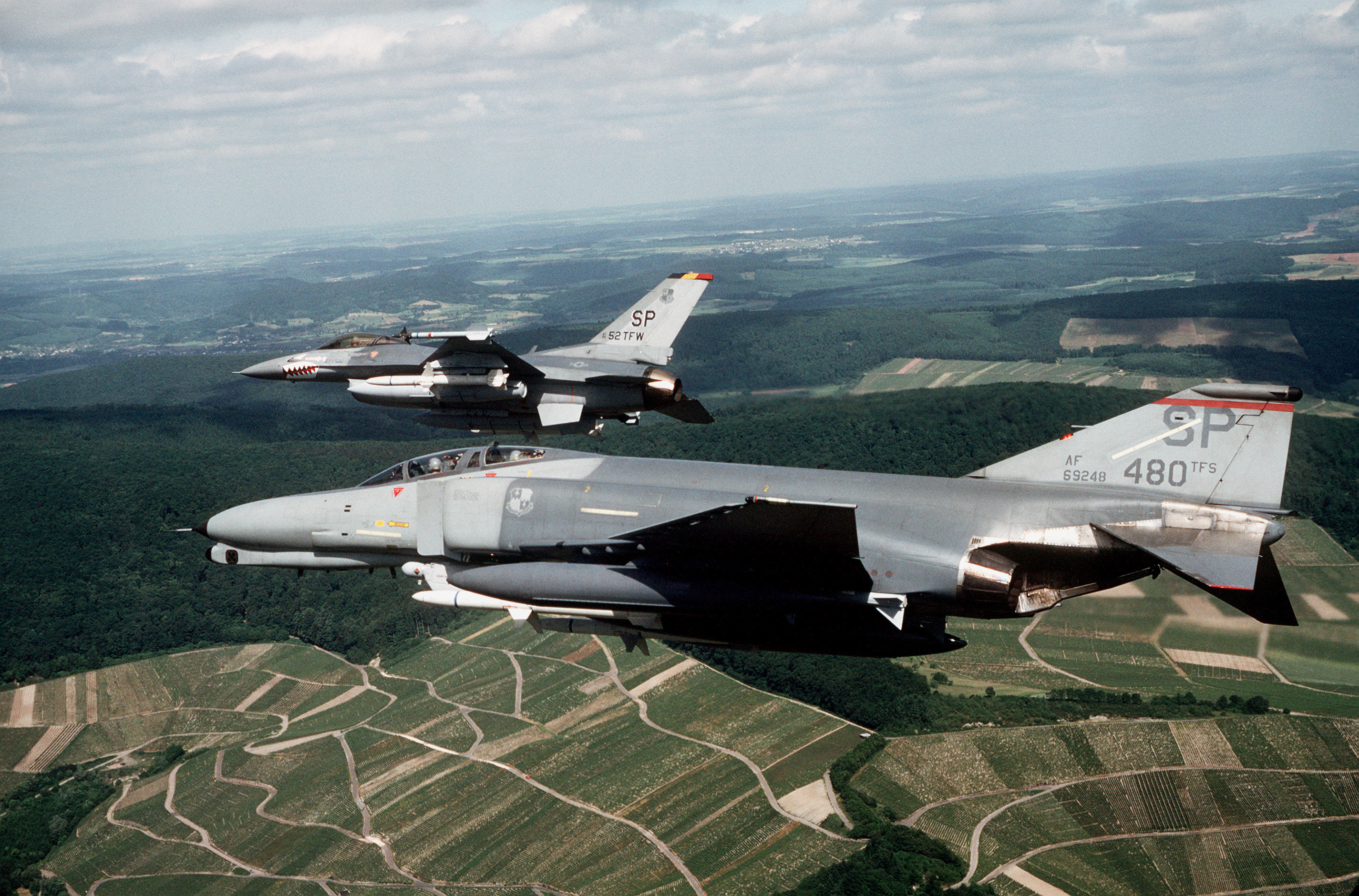
Samoloty z 4 ATAF

4 Połączone Taktyczne Siły Powietrzne – lotniczy związek operacyjny Paktu Północnoatlantyckiego okresu zimnej wojny.

## Charakterystyka
W kwietniu 1952  utworzono dwa zgrupowania sojuszniczych taktycznych sił powietrznych (Allied Tactical Air Forces ATAF: 2. i 4 Połączone Taktyczne Siły Powietrzne. 4 PTSP tworzyły siły powietrzne amerykańskiej 2 Dywizji Lotniczej (przemianowanej na 12 US Air Force) wraz z 1 Francuskim Korpusem Taktycznych Sił Powietrznych 1ER CATAC oraz 1 dywizjonem Sił Powietrznych Kanady. Związek ten odpowiadał za obronę południowej części Niemiec i podzielony był również na dwa sektory obrony: północny i południowy. Kwatera dowództwa znajdowała się w miejscowości Landsberg, którą w 1953 roku przeniesiono do Trewiru. Dowódcą 4 Połączonych Taktycznych Sił Powietrznych był amerykański generał, który pełnił jednocześnie obowiązki dowódcy 12 US Air Force

W latach 80.XX w. zadaniem 4 Połączonych Taktycznych Sił Powietrznych było także wsparcie działań wojsk lądowych zgrupowanych w Centralnej Grupie Armii. Podlegały Dowództwu Połączonych Sił Powietrznych Centralnej Europy (Allied Air Forcel Central Europe) w Ramstein.
W ich skład wchodziło wtedy lotnictwo amerykańskiej 17 Armii Lotnictwa Taktycznego stacjonującej w bazach Sembach, Bitburg, Ramstein. Hahn, Spangdahlem, Zweibriicken; niemieckie 1 Dywizja Lotnictwa Taktycznego i 2 Dywizja Lotnicza Obrony Powietrznej oraz grupa lotnictwa taktycznego Kanady.
Bundeswehra do dyspozycji 4 PTSP oddała skrzydło rakiet Pershing 1A, siedem skrzydeł samolotów stacjonujących na lotniskach Bremgarten, Lechfeld, Buchel, Memmingen, Pferdsfeld, Leipheim i Furstenfeldbruck oraz dziewięć dywizjonów rakiet przeciwlotniczych Hawk i Nike. Wzmocnienie stanowiła 3 Armia Lotnictwa Taktycznego w Mildelhaal
W 1993 dowództwo 4 Połączonych Taktycznych Sił Powietrznych zostało rozwiązane, a jego zadania przejęło Dowództwo Połączonych Sił Powietrznych Europy Centralnej AIRCENT.

## Struktura organizacyjna
W 1953
- dowództwo 4 PTSP
- 12 Armia Lotnicza USA
- 1 ER CATAC Francji
- 1 dywizjon lotniczy Kanady

W 1987
- dowództwo 4 PTSP
- 1 Dywizja Lotnictwa Taktycznego (niemiecka)
- 2 Dywizja Lotnicza Obrony Powietrznej (niemiecka)
- 17 Armia Lotnictwa Taktycznego (amerykańska)
- 1 Grupa Lotnictwa Taktycznego (kanadyjska)
- cześć 3 Armii Lotnictwa Taktycznego (amerykańskiej)